# Parnell (Nouvelle-Zélande)
Pour les articles homonymes, voir Parnell.

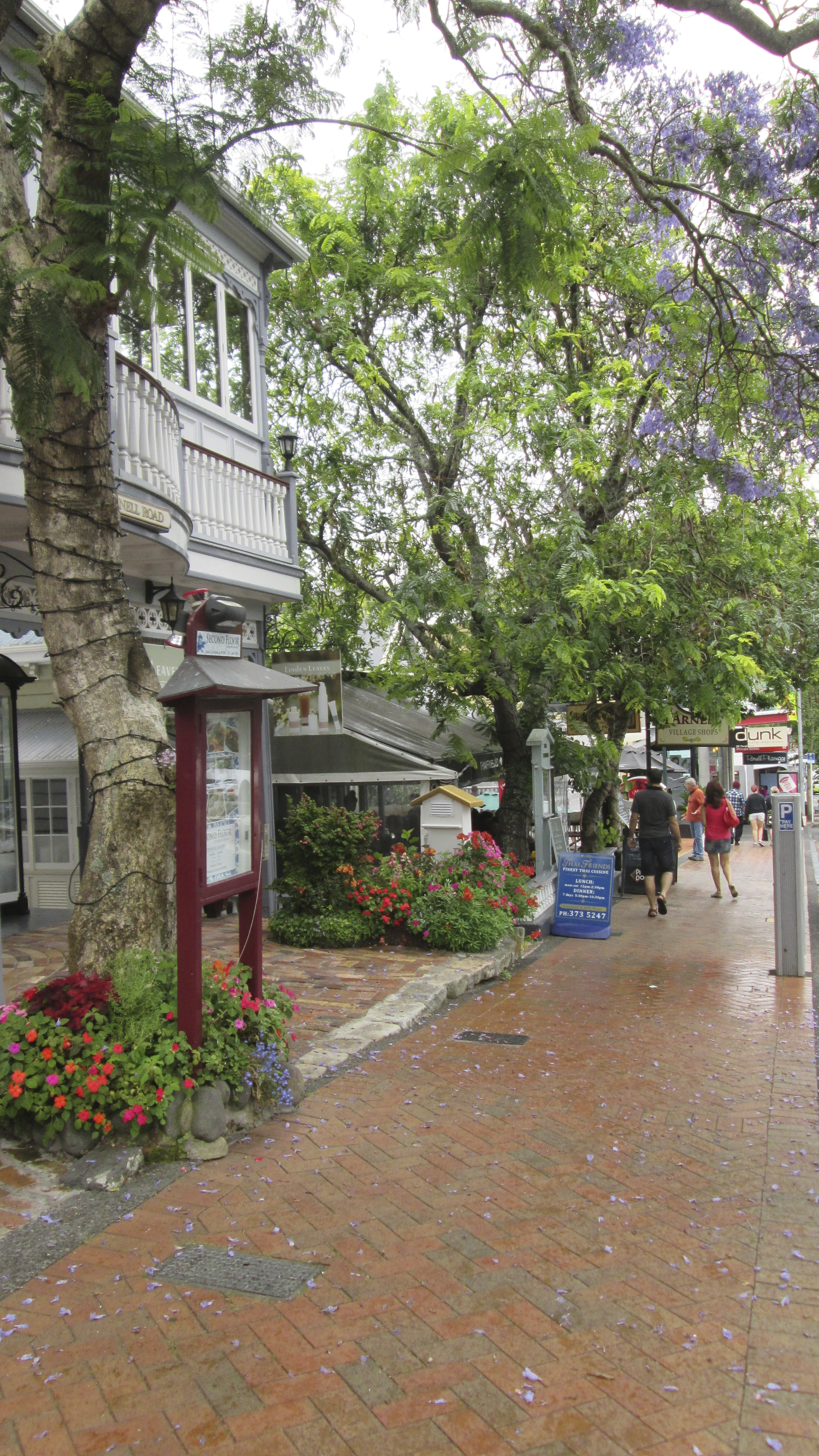
Quartier de Parnell (Auckland).

Parnell est un faubourg d'Auckland dont la population est l'une des plus aisées d'Auckland. Il s'est constitué dans les années 1840 au début de la colonisation sur des collines et a été intégré à la municipalité d'Auckland en 1913 ou 1915. Ses rues sont bordées d'arbres alignés, avec de grandes propriétés, des villas de l'époque édouardienne, des années 1920 avec des baies et des vérandas avec vue sur le port, Waitemata Harbour, Rangitoto ou sur le parc d'Auckland Domain (qui se trouve à l'ouest). Les ports sont au nord et Newmarket au sud. La roseraie de Parnell organise tous les ans en novembre un festival des roses fort couru.
La cathédrale anglicane d'Auckland, dédiée à la Sainte Trinité, se trouve à Parnell.

## Photographies

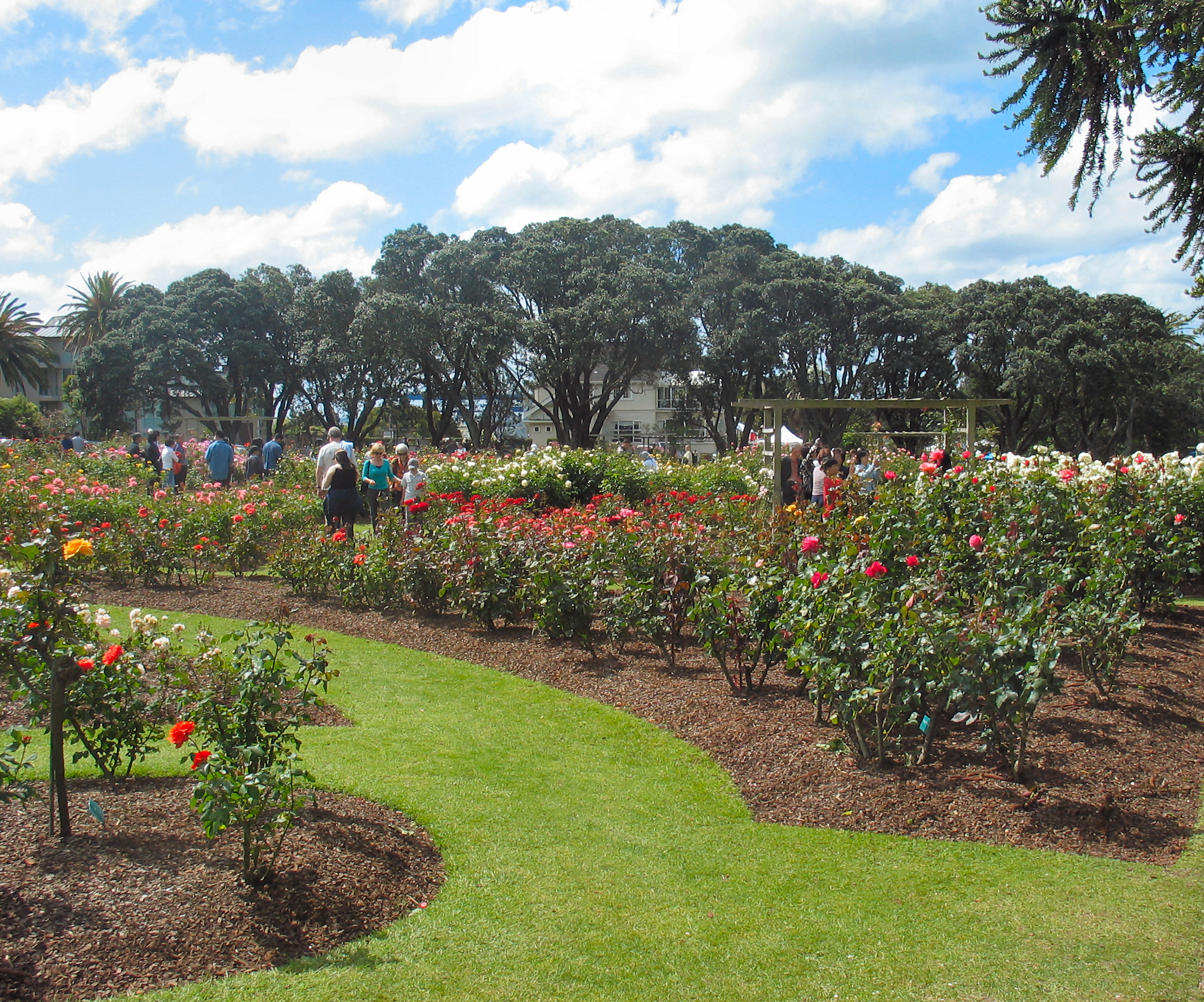
Roseraie de Parnell
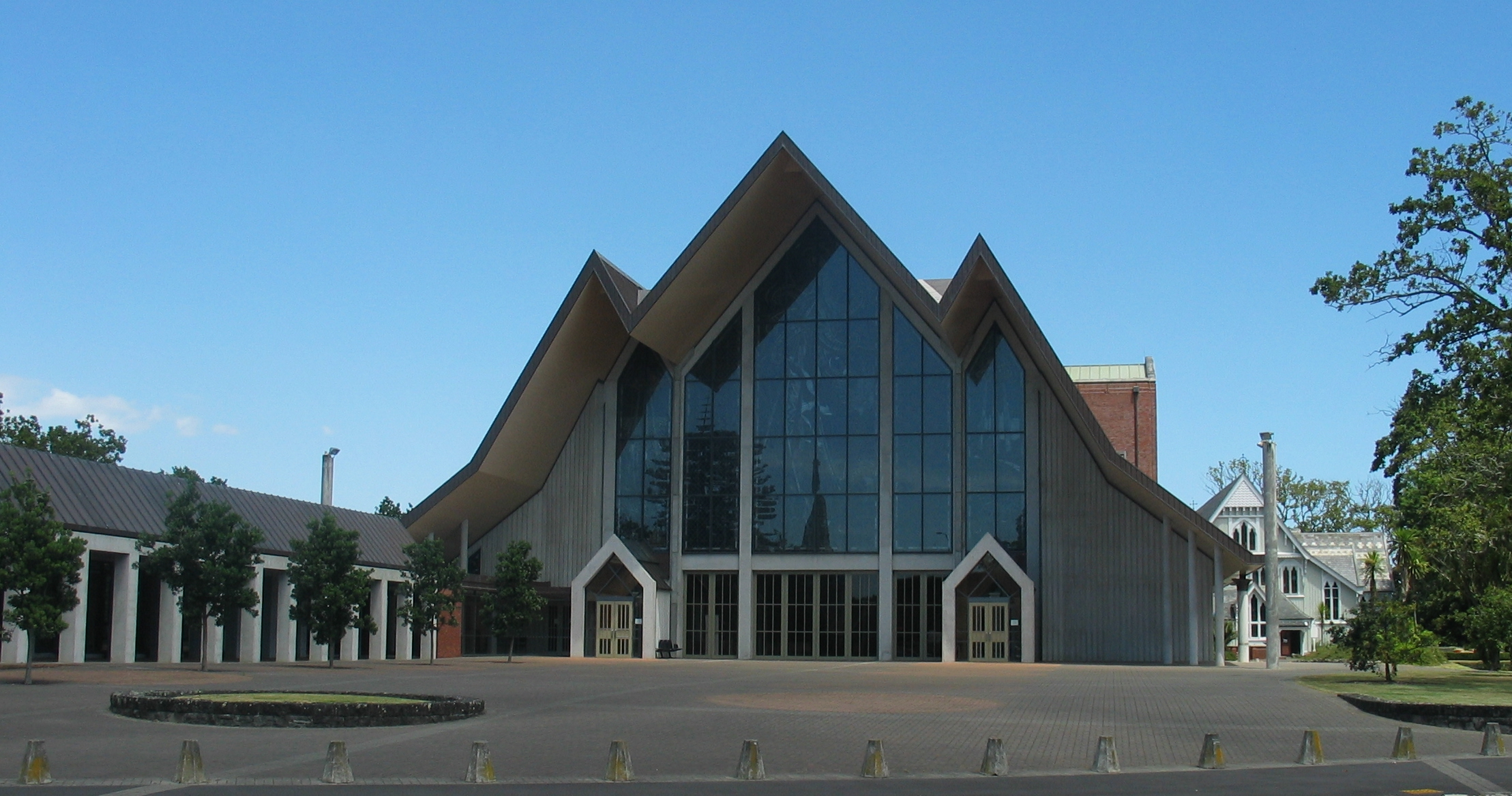
Cathédrale anglicane de la Sainte-Trinité
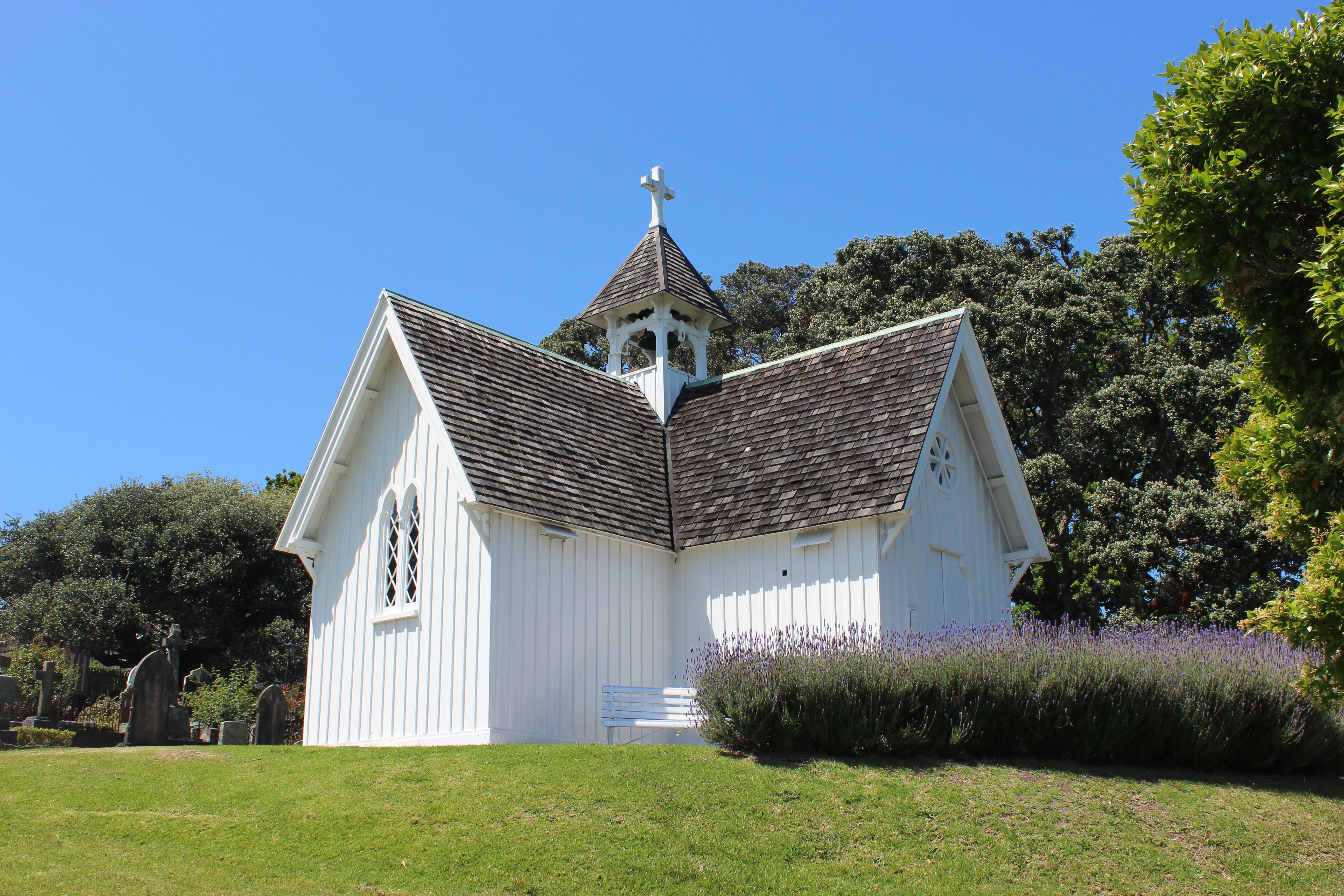
St Stephen's Chapel

Parnell est une banlieue à la mode d’Auckland dans l’Île du nord de la Nouvelle-Zélande.

## Géographie
C’est l’une des banlieues les plus attractives de Nouvelle-Zélande , et souvent affichée comme la plus ancienne banlieue d’Auckland dans la mesure, où elle date des premiers temps de l’installation des européens dans Auckland en 1841.
Elle est caractérisée par le mélange de rues bordées d’arbres en ligne avec d’importants établissements, correspondant au développement industriel, associé avec des maisons de style Edwardien et des villas de la baie datant des années 1920, ainsi que sa topographie formée de collines, qui permettent une vue toujours présente sur le port de Waitemata Harbour, sur l’île ’Rangitoto Island’ et vers l’ouest, on trouve le Domaine d’Auckland (en).
Vers le sud, se trouve la banlieue de Newmarket, et vers le nord les ports d’Auckland (en).